# La Represa (Panamá)
La Represa es un corregimiento del distrito de La Chorrera en la provincia de Panamá Oeste, República de Panamá. La localidad tiene 936 habitantes (2023).